# 肉体残害

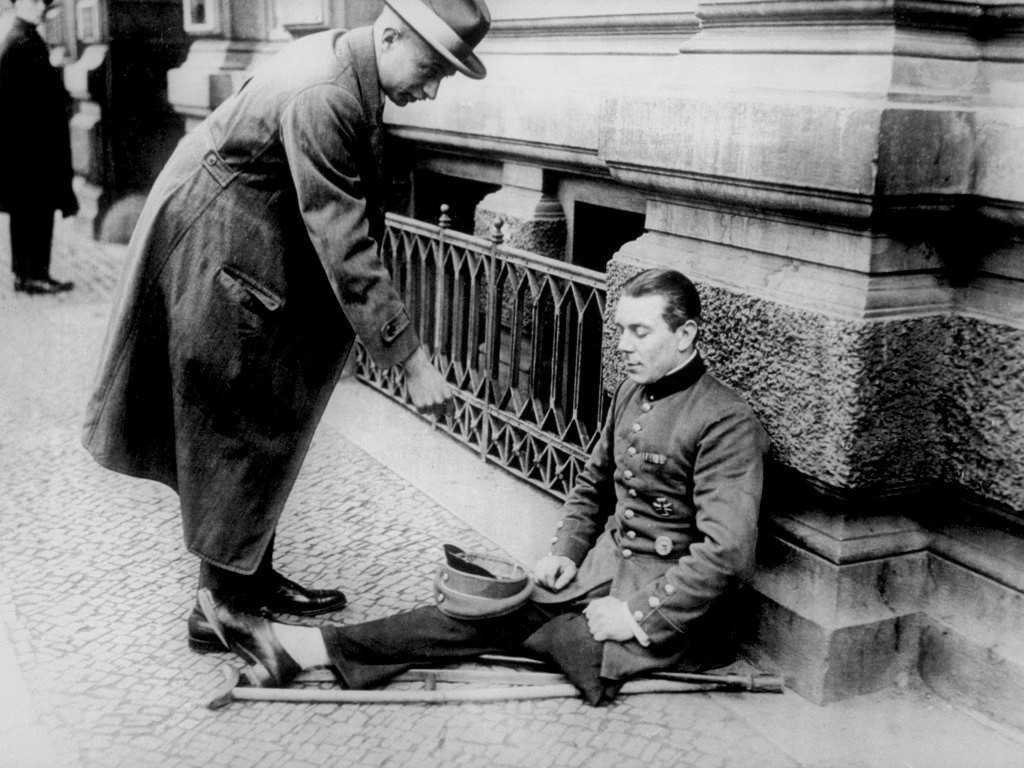
第一次世界大战后的德国退伍军人，1923年。

肉体残害或残割是对身体的严重损害，会对受害者生活质量产生负面影响。
一些民族会实行肉体残害仪式（其中一部分属于通過儀禮），例如身体灼烧、阴蒂切除或鞭打。閹割、中国缠足习俗和巴东族脖子上戴铜环拉长脖子的习俗也是肉体残害。在某些情况下，该术语可用于对尸体的处理，如剥头皮。